# Протеини акутне фазе
Протеини акутне фазе (ПАФ) су класа протеина чије се концентрације у крвној плазми или повећавају (позитивни протеини акутне фазе) или смањују (негативни протеини акутне фазе) као одговор на запаљење. Овај одговор се назива реакција акутне фазе (такође се назива одговор акутне фазе). Реакција акутне фазе карактеристично укључује грозницу, убрзање периферних леукоцита, циркулишућих неутрофила и њихових прекурсора. Термини протеин акутне фазе и реактант акутне фазе (ПАФ) и често користе као синоними, иако су неки ПАФ (строго говорећи) полипептиди, а не протеини.
Као одговор на повреду, локалне инфламаторне ћелије (неутрофилни гранулоцити и макрофаги) луче одређени број цитокина у крвоток, од којих су најзначајнији интерлеукини ИЛ1, ИЛ6 и ТНФ-α. Јетра реагује тако што производи много реактаната акутне фазе. Истовремено, производња низа других протеина је смањена; па се ови протеини називају "негативним" реактантима акутне фазе. Повећани протеини акутне фазе из јетре такође могу допринети промоцији сепсе.

## Опште информације
Различите реакције домаћина на инфекцију, упалу или трауму су заједно познате као одговор акутне фазе и обухватају широк спектар патофизиолошких одговора као што су:
- пирексија,
- леукоцитоза,
- хормонске промене
- исцрпљивање мишићних протеина комбиновањем како би се минимизирало оштећење ткива уз побољшање процес поправке.

Механизам за стимулацију хепатичне производње протеина акутне фазе су проинфламаторни цитокини. Функције позитивних протеина акутне фазе (ПАФ) сматрају се важним у оптимизацији и хватању микроорганизама и њихових производа, у активирању система комплемента, у везивању ћелијских остатака као што су нуклеарне фракције, у неутрализацији ензима, уклањање слободног хемоглобина и слободних  радикала, и у модулацији имунолошког одговора домаћина. 
ПАФ се може користити као дијагностички алат за многе болести као што су:
- говеђи респираторни синцицијални вирус,
- рак простате,
- бронхопнеумонија,
- мултипли мијелом,
- маститис,[3]
- инфекција Streptococcus suis, код које је ТТР показао негативан ПАФ при чему су концентрације у серуму достигле значајно нижи ниво 2 дана након инфекције. [4]
- гладовање
- лимфна неоплазија.

| Протеин                                                  | Функција имунског система |
| -------------------------------------------------------- | --- |
| Ц-реактивни протеин                                      | - Опсонин на микробима - Најзначајнији је протеин акутне фазе, има повишене вредности код разних бактеријских и вирусних инфекција, тумора и приликом хируршких захвата. |
| П компонента серумског амилоида                          | Опсонин |
| Серумски амилоид А                                       | - Регрутовање имуних ћелија на месту упале - Индукција ензима који разграђују екстрацелуларни матрикс |
| Комплементарни фактори                                   | Опсонизација, лиза и коагулација циљних ћелија. хемотаксија |
| Манан-везујући лектин                                    | Пут лектина који везује Манан активације комплемента |
| Фибриноген, протромбин, фактор 8, фон Вилебрандов фактор | Фактори коагулације, заробљавају инвазивне микробе у крвним угрушцима. Неки изазивају хемотаксију |
| Инхибитор активатора плазминогена 1 (ПАИ-1)              | Спречава разградњу крвних угрушака инхибицијом активатор ткивног плазминогена (тПА) |
| Алфа 2-макроглобулин                                     | - Инхибитор коагулација инхибицијом тромбинаа. - Инхибитор фибринолизе инхибицијом плазминаа |
| Феритин                                                  | Везује гвожђе, инхибира микробиолошко узимање гвожђа |
| Хепцидин                                                 | Стимулише интернализацију феропортина, спречавајући ослобађање гвожђа везаног за феритин унутар цревних ентероцита и макрофага |
| Церулоплазмин                                            | Оксидизује гвожђе, олакшава феритин, инхибира микробну апсорпцију гвожђа |
| Хаптоглобин                                              | - Везује хемоглобин, инхибира унос гвожђа из микроба и спречава оштећење бубрега. - Спада у најзначајнији протеин акутне фазе у преживара и показао се изврсним у доказивању експерименталних и природних маститиса, дубоких апсцеса и акутних заразних репродуктивних, дисајних и заразних стања |
| Оросомукоид (Алфа-1-киселина гликопротеин, АГП)          | Носилац стероидаа |
| Алфа 1-антитрипсин                                       | Серпин, смањује упалу |
| Алфа 1-антихимотрипсин                                   | Серпин, смањује упалу |

## Клинички значај
Мерење протеина акутне фазе, посебно Ц-реактивног протеина, користан је маркер упала, како у медицинској тако и у ветеринарској клиничкој патологији. Она је у корелацијама са брзином седиментације еритроцита (СЕ), међутим не увек директно. То је због тога што СЕ у великој мери зависи од повећања фибриногена, реактанта акутне фазе с полуживотом од отприлике једне недеље. Овај протеин ће стога дуже остати виши упркос уклањању упалних надражаја. Насупрот томе, Ц-реактивни протеин (са полуживотом од 6-8 сати) брзо расте и може се брзо вратити у нормалне границе ако се примени лечење (нпр.код активног системског еритемсог лупуса може се повећати СЕ, али је истовремено нормалан Ц-реактивни протеин).Такођер могу указивати на инсуфицијенцију јетре.
Протеин акутне фазе има занемариве или ниске базалне вредности с ниским распоном који остаје непромијењен без обзира на доб, пол или друга физиолошка стања. Вредности му брзо расту на више од неколико па и до 100 пута при одговору на инфекцију или упалу. Пораст вредности требало би бити пропорционалан количини и степену оштећења ткива. Вредности би му требале падати брзо у случају одговарајуће терапије, и не би смеле падати ако не долази до опоравка.
Из наведених разлога утврђивање разине протеина акутне фазе у серуму у хуманој медицини, а све више и у ветеринарској медицини даје драгоцене клиничке информације о току инфекције или упалног оштећења, као и о реакцији на терапију. 

## Новија истраживања
Новија истраживања усмерена су на утицај протеина акутне фазе на фармакокинетику лекова који се вежу на бјланчевине као и примена дијагностике у кланицама за побољшање дијагностике скривених инфекција, а тиме и побољшавање безбедности хране за јавно здравство.